# Filipjeviella arctica
Filipjeviella arctica är en rundmaskart som beskrevs av Allgen 1954. Filipjeviella arctica ingår i släktet Filipjeviella och familjen Linhomoeidae. Inga underarter finns listade i Catalogue of Life.